# GNV Spirit
Le GNV Spirit est un ferry appartenant à la compagnie italienne Grandi Navi Veloci. Construit entre 1999 et 2001 aux chantiers Howaldtswerke-Deutsche Werft de Kiel en Allemagne pour la compagnie grecque Superfast Ferries, il portait à l'origine le nom de Superfast V (Σουπερφαστ V, Souperfast V). Prévu pour être livré en 2000, sa mise en service sur les lignes entre la Grèce et l'Italie n'interviendra qu'en avril 2001 en raison de problèmes techniques survenus durant sa construction. Vendu en 2010 à Brittany Ferries, il prend le nom de Cap Finistère. Positonné sur les lignes de la compagnie bretonne entre la France, le Royaume-Uni et l'Espagne, il est exploité sur ces axes jusqu'à son retrait en novembre 2021. Cédé à GNV en janvier 2022, il entre en service pour le compte de l'armateur italien au mois d'avril sous le nom de GNV Spirit. Il est employé selon la période sur les lignes reliant l'Italie continentale à la Sardaigne ou la Sicile ainsi que la Tunisie ou encore les liaisons au départ de l'Espagne continentale vers les îles Baléares.

## Histoire

### Origines et construction

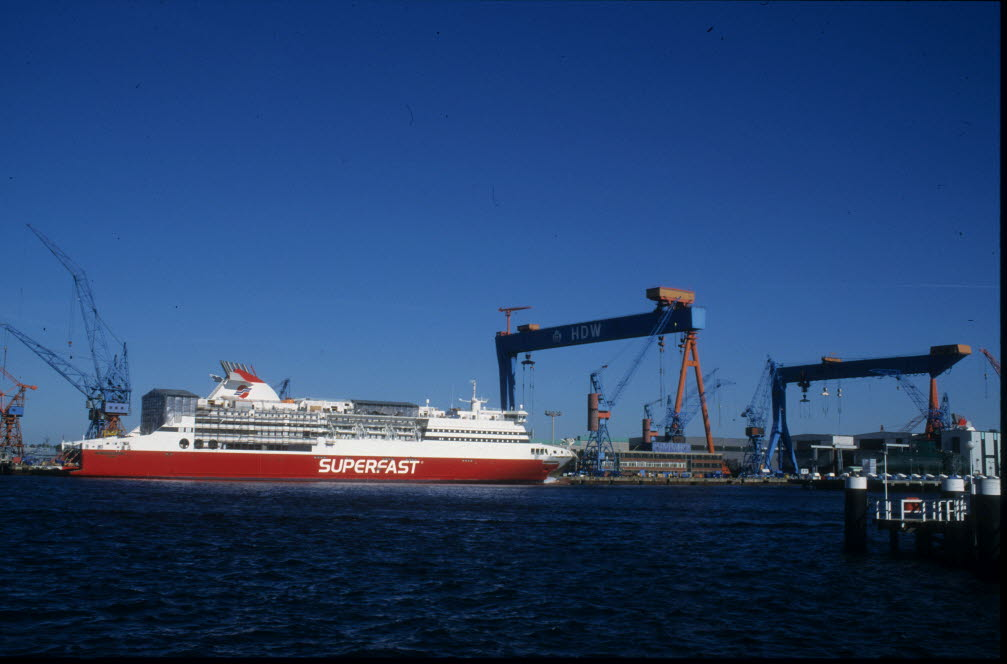
Le Superfast V en cours de finitions à Kiel.

À la fin des années 1990, la compagnie Superfast Ferries essuie une concurrence de plus en plus rude avec ses rivales Minoan Lines et ANEK Lines sur les lignes entre la Grèce et l'Italie. Depuis l'introduction des car-ferries rapides par Superfast en 1995, les principaux opérateurs de la mer Adriatique ont tous équipé leurs flottes d'unités similaires, à commencer par Minoan Lines dès 1997. Afin de se maintenir au niveau de ses concurrents, d'autant plus qu'ANEK Lines prévoit également la mise en service de navires rapides très imposants pour 2000, Superfast décide de la construction d'une troisième paire de car-ferries prévus pour supplanter les Superfast III et Superfast IV, pourtant très récents. Deux nouveaux navires baptisés Superfast V et Superfast VI sont ainsi commandés aux chantiers Howaldtswerke-Deutsche Werft de Kiel en Allemagne, en même temps que quatre autres navires jumeaux destinés quant à eux aux futures lignes de Superfast en Europe du Nord.
Les Superfast V et Superfast VI reprennent dans leur ensemble les caractéristiques principales des Superfast III et Superfast IV tout en bénéficiant d'améliorations par rapport à ces derniers. Ils sont en effet légèrement plus imposants et dotés d'une capacité sensiblement plus élevée avec plus de 1 600 passagers et 1 000 véhicules.
La construction du Superfast V débute à Kiel le 29 juin 1999 et le navire est lancé moins d'un an plus tard, le 11 mars 2000. Mais au cours des travaux d'achèvement, le constructeur allemand rencontrera plusieurs difficultés. En plus d'un important retard pris dans la construction, qui compromet la livraison du navire pour juillet 2000 comme initialement prévu, un incident survient lors des essais en mer du car-ferry le 25 août, lorsqu'une défaillance au niveau du transmetteur de puissance provoque l'arrêt automatique des machines. Le Superfast V, de même que son jumeau, équipé du même système, restent alors au chantier pour une durée supplémentaire le temps de corriger le défaut de fabrication de l'appareil conçu par la société De Schelde. Ce contretemps occasionne pour le chantier des pertes de plus de 400 millions de deutschemarks. Alors qu'en novembre, les navires sont prêts à être livrés, il est constaté que leur tirant d'eau se révèle plus profond que ce qui était prévu à l'origine dans le contrat de construction. Ce défaut entraînerait alors une consommation plus élevée de carburant. Superfast exige alors la correction du vice, faute de quoi le chantier serait tenu pour responsable.
Après une nouvelle série d'essais en mer réalisés les 19 et 29 mars 2001, les propriétaires sont satisfaits par les performances du navire. Baptisé le 5 avril, il est livré ce même jour à Superfast Ferries.

### Service

#### Superfast Ferries (2001-2010)

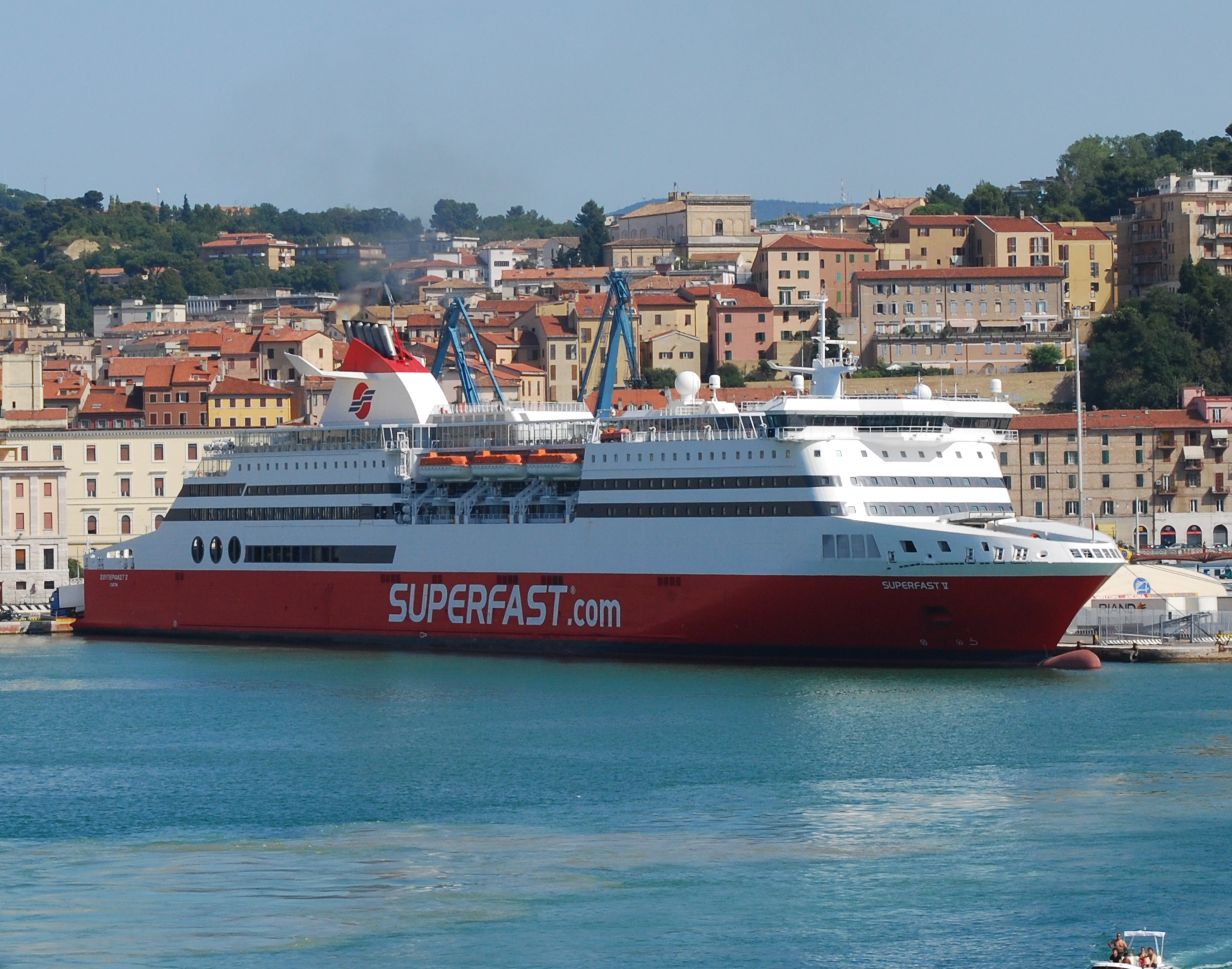
Le Superfast V à Ancône en 2009.

Après avoir quitté l'Allemagne pour rejoindre la Méditerranée, le Superfast V commence son exploitation commerciale le 12 avril 2001 entre Patras et Ancône.
En novembre 2002, le navire rejoint les chantiers Lloyds Werft de Bremerhaven pour la correction de défauts mineurs.
À la suite de la vente du Superfast I en 2004, le Superfast V le remplace temporairement entre Patras, Igoumenitsa et Bari.
À la fin des années 2000, en raison de la crise touchant le marché des lignes maritimes grecques, Superfast Ferries décide de réduire sa flotte. Le Superfast V est alors vendu le 17 décembre 2009 à la compagnie bretonne Brittany Ferries pour la somme de 81,5 millions d'euros. Le navire achève sa dernière traversée pour Superfast le 11 février 2010.

#### Brittany Ferries (2010-2022)
Brittany Ferries prend possession du navire le 12 février 2010 à Syros. Rebaptisé Cap Finistère, il quitte la Grèce le 16 février pour rejoindre la Manche. Après avoir effectué des tests de rampes dans les ports de Cherbourg et Portsmouth, il prend la direction des chantiers Arno de Dunkerque afin d'être mis aux standards de Brittany Ferries, avec notamment la mise aux couleurs de l'armateur.
Le 22 mars 2010, le navire est baptisé officiellement et appareille ensuite pour sa première traversée commerciale au départ de Cherbourg et à destination de Portsmouth.
En février 2011, le navire rejoint Gdansk en Pologne afin de bénéficier de travaux de rénovations, notamment au niveau de ses aménagements intérieurs qui n'avaient alors pas tous été refaits depuis le rachat du navire.
Le 25 mars 2011, le Cap Finistère inaugure la nouvelle liaison de Brittany Ferries entre Portsmouth, Cherbourg et Bilbao en Espagne, ouverte en raison de l'arrêt de cette ligne assurée jusqu'ici par P&O Ferries. Le navire dessert alors ce port en alternance avec celui de Santander,.

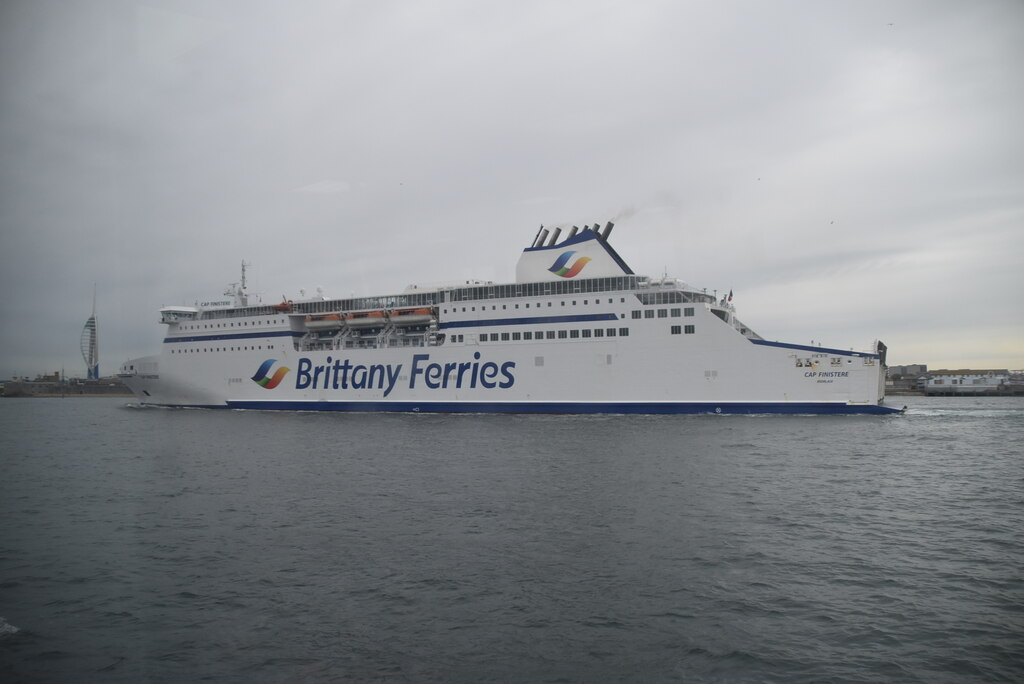
Le Cap Finistère arborant la nouvelle livrée de Brittany Ferries.

Durant son arrêt technique effectué aux chantiers Astander de Santander de janvier à mars 2015, le navire est équipé d'épurateurs de fumées, communément appelés scrubbers, dans le but de réduire ses émissions de soufre. Pour permettre l'installation du dispositif, l'apparence de sa cheminée est modifiée, notamment avec le retrait des ailerons caractéristiques des navires de Superfast.
En 2019, au cours de son arrêt technique également effectué à Santander, le Cap Finistère est repeint aux nouvelles couleurs de Brittany Ferries.
Le 29 juillet, le navire est dérouté par le CROSS d’Étel afin de porter assistance au voilier Hiva Oa, démâté et en difficulté au large de Brest par mauvais temps. L'équipage du Cap Finistère parvient à localiser le voilier à 20h35. Quatre personnes, dont une, légèrement blessée, sont alors prise en charge par un hélicoptère Caïman de la Marine nationale.
Au cours de l'année 2020, les services de Brittany Ferries sont perturbés, à l'instar des autres opérateurs, par la crise sanitaire provoquée par la pandémie de Covid-19. La situation impliquant la mise en place de restrictions, le trafic passager est interrompu à partir du 21 mars sur les liaisons avec l'Espagne et le Cap Finistère est dans un premier temps utilisé pour le transport du fret uniquement.
Cette même année, dans la matinée du 12 avril entre Bilbao et Portsmouth, le navire recueille au large du cap Ferret un plaisancier de 65 ans en difficulté après une avarie survenue à bord de son voilier.
Au début de l'année 2021, le Cap Finistère inaugure une nouvelle ligne reliant Cherbourg à l'Irlande mise en place par Brittany Ferries dans l'optique de se prémunir des conséquences du Brexit sur le trafic des remorques. À cet effet, le navire effectue sa première rotation le 19 janvier. À compter du 10 février il retourne sur son affectation habituelle entre le Royaume-Uni, la France et l'Espagne. Au terme d'une ultime saison estivale, le Cap Finistère achève sa dernière traversée pour le compte de Brittany Ferries à la fin du mois d'octobre. Retiré de la flotte en raison de l'arrivée imminente du nouveau Salamanca, le car-ferry est désarmé au Havre le 3 novembre. Le 13 janvier 2022, il est racheté par la compagnie italienne Grandi Navi Veloci.

#### GNV (depuis 2022)
Rebaptisé GNV Spirit le 17 février 2022, le navire quitte Le Havre quelques jours plus tard le 22 février, sous pavillon chypriote, à destination de l'Italie. Arrivé à Naples le 26 février, il entre aux chantiers Nuova Meccanica Navale afin d'être mis aux standards de son nouveau propriétaire. À ce effet, le ferry se voit appliquer le logo de GNV peint en lettres géantes sur ses flancs. Une fois les travaux terminés, le navire est dans un premier temps mis en service le 15 avril entre Civitavecchia, Palerme et Tunis avant d'être transféré par la suite sur les liaisons de GNV entre l'Espagne continentale et les îles Baléares au mois de mai.

## Aménagements
Le GNV Spirit possède 9 ponts. Bien que le navire s'étende en réalité sur 11 ponts, les ponts 4 et 6, au niveau des garages, sont inexistants, bien qu'ils soient tout de même comptés. Les locaux des passagers couvrent la totalité des ponts 7 et 8 et une partie des ponts 9 et 10. L'équipage loge pour sa part sur la partie avant du pont 9. Les ponts 3 et 5 sont entièrement consacrés au garage ainsi que la partie avant des ponts 1 et 2.

### Locaux communs
Conçu pour être employé sur une ligne relativement longue, le Superfast V est équipé en conséquence au niveau de ses installations pour les passagers. Ceux-ci disposent sur le pont 7 de deux espaces de restauration (à la carte, buffet), trois bars (bar-salon, bar-discothèque, brasserie-bar) ainsi qu'une boutique et un casino. Un bar-lido avec piscine est également présent sur le pont 10 au centre du navire.
Sous les couleurs de Brittany Ferries, les installations étaient organisées ainsi :
- Cap Finistère Bar : Le bar-salon principal situé au milieu du navire sur le pont 7 ;
- Planets Bar : Bar sur deux étages situé à la poupe aux ponts 7 et 8 équipé d'une large baie vitrée ;
- Belle View Bar : Bar extérieur situé à la poupe sur le pont 9 ;
- Le Café : Bar-piscine situé au centre du navire sur le pont 10 ;
- Restaurant du Port : Le restaurant du navire situé vers la poupe sur le pont 7 ;
- Le petit Marché : Point de restauration rapide situé sur le pont 7 à proximité du bar-salon ;

En plus de ces installations, le navire est équipé d'une salle de jeux enfants au pont 10 et un cinéma sur le pont 8 et d'une boutique sur le pont 7.

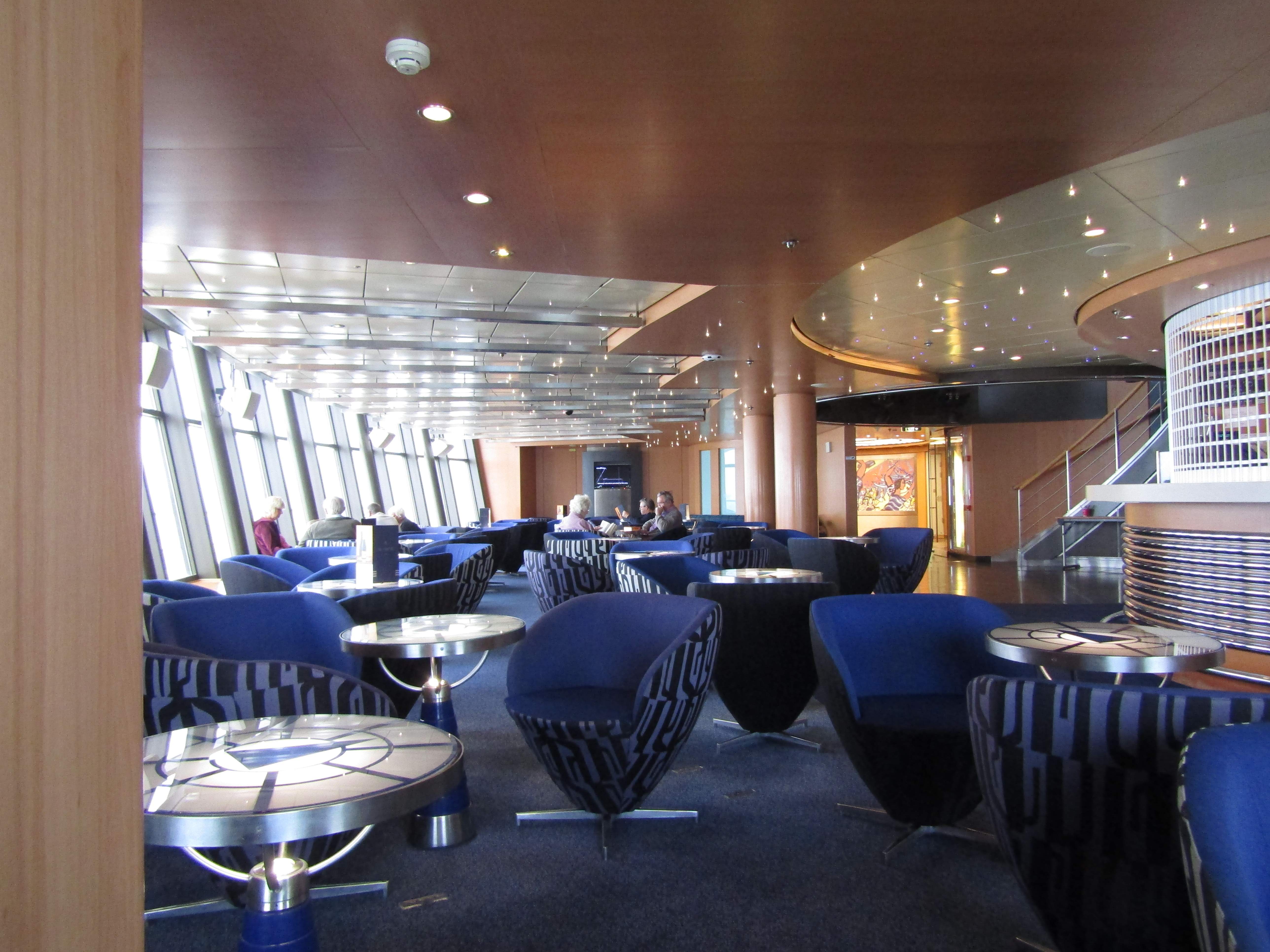
Le bar Planets Bar, situé au pont 7.
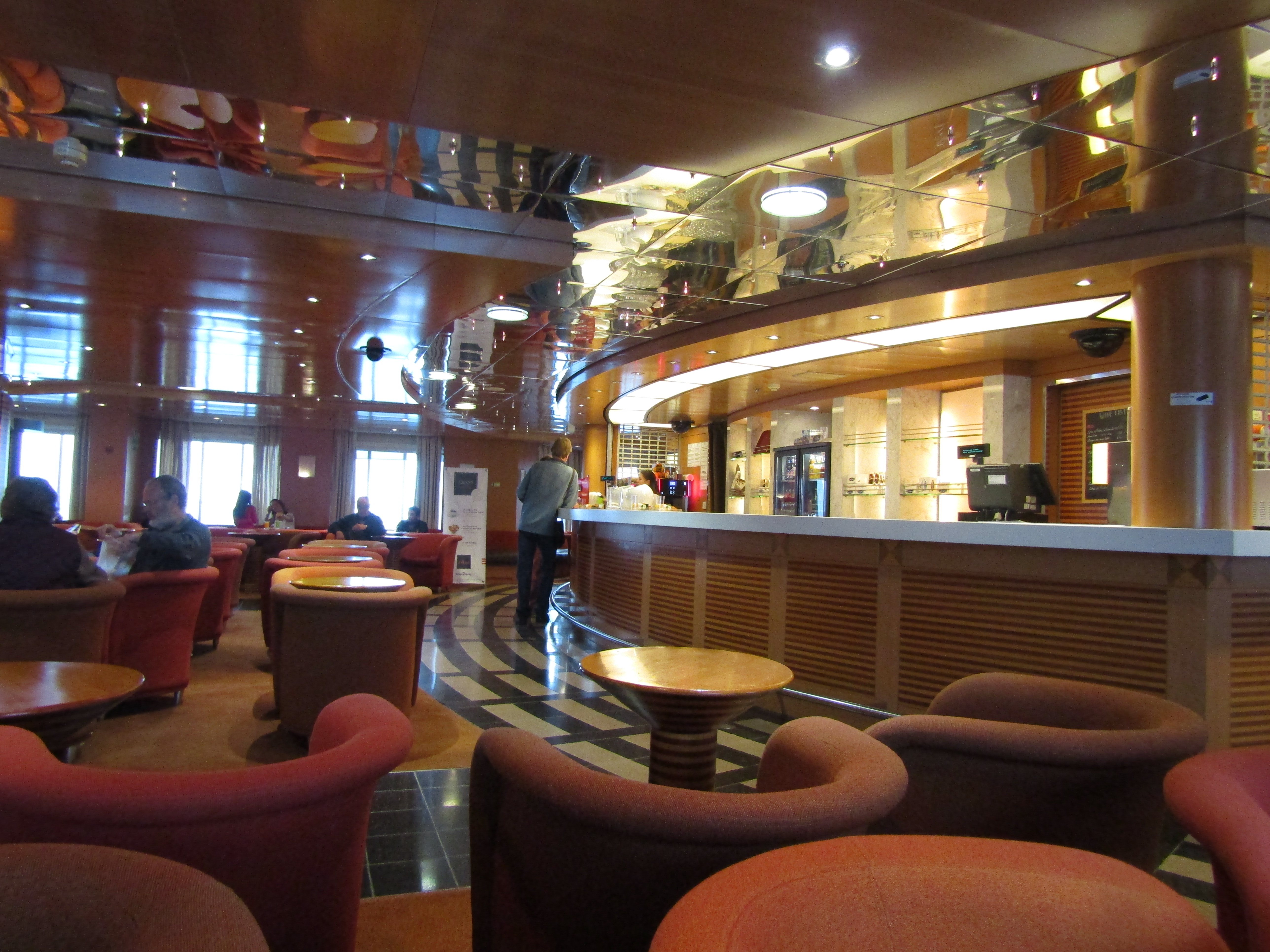
Le bar-salon Cap Finistère, situé au centre du pont 7.
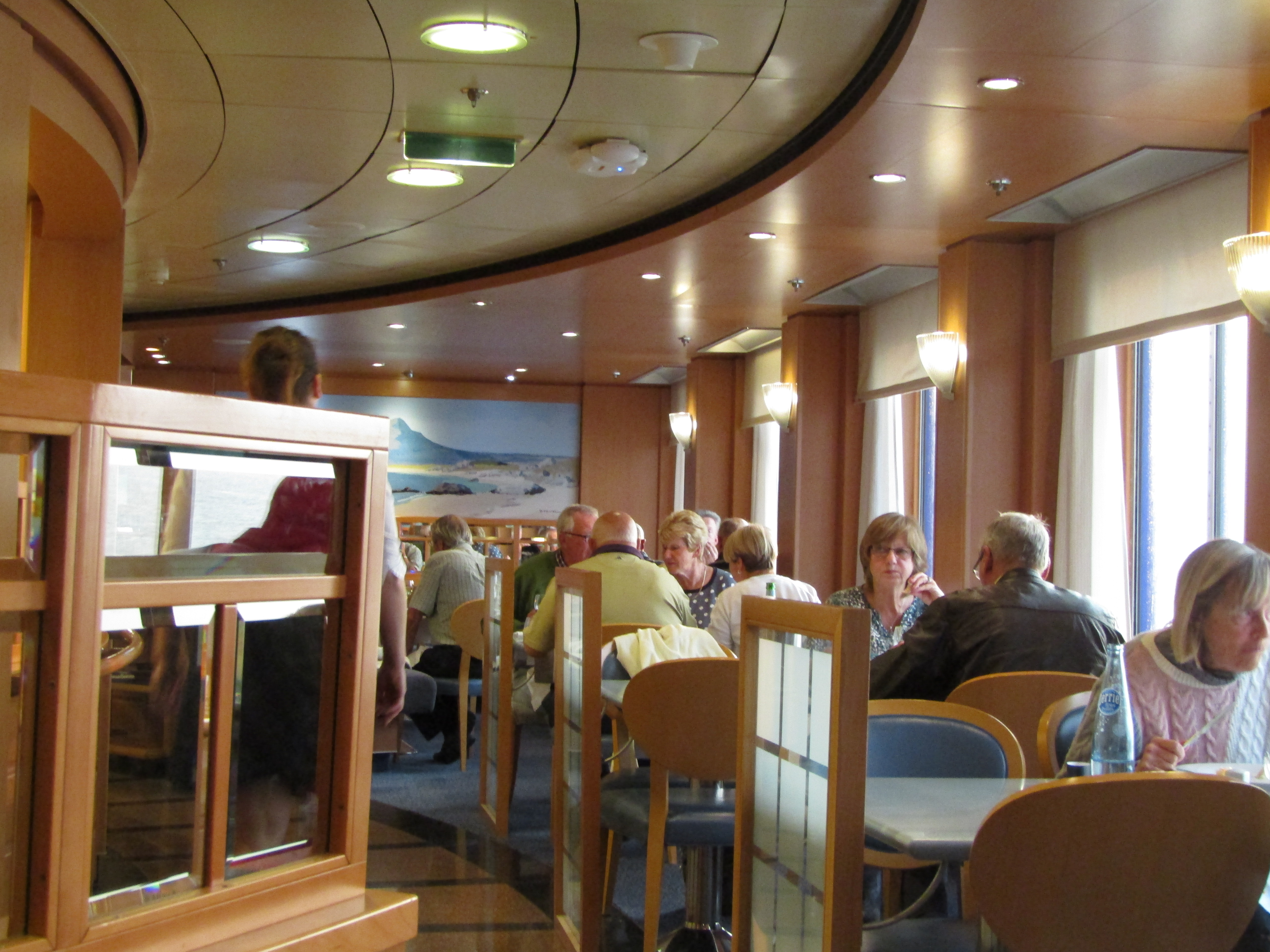
Le restaurant Restaurant du Port au pont 7.
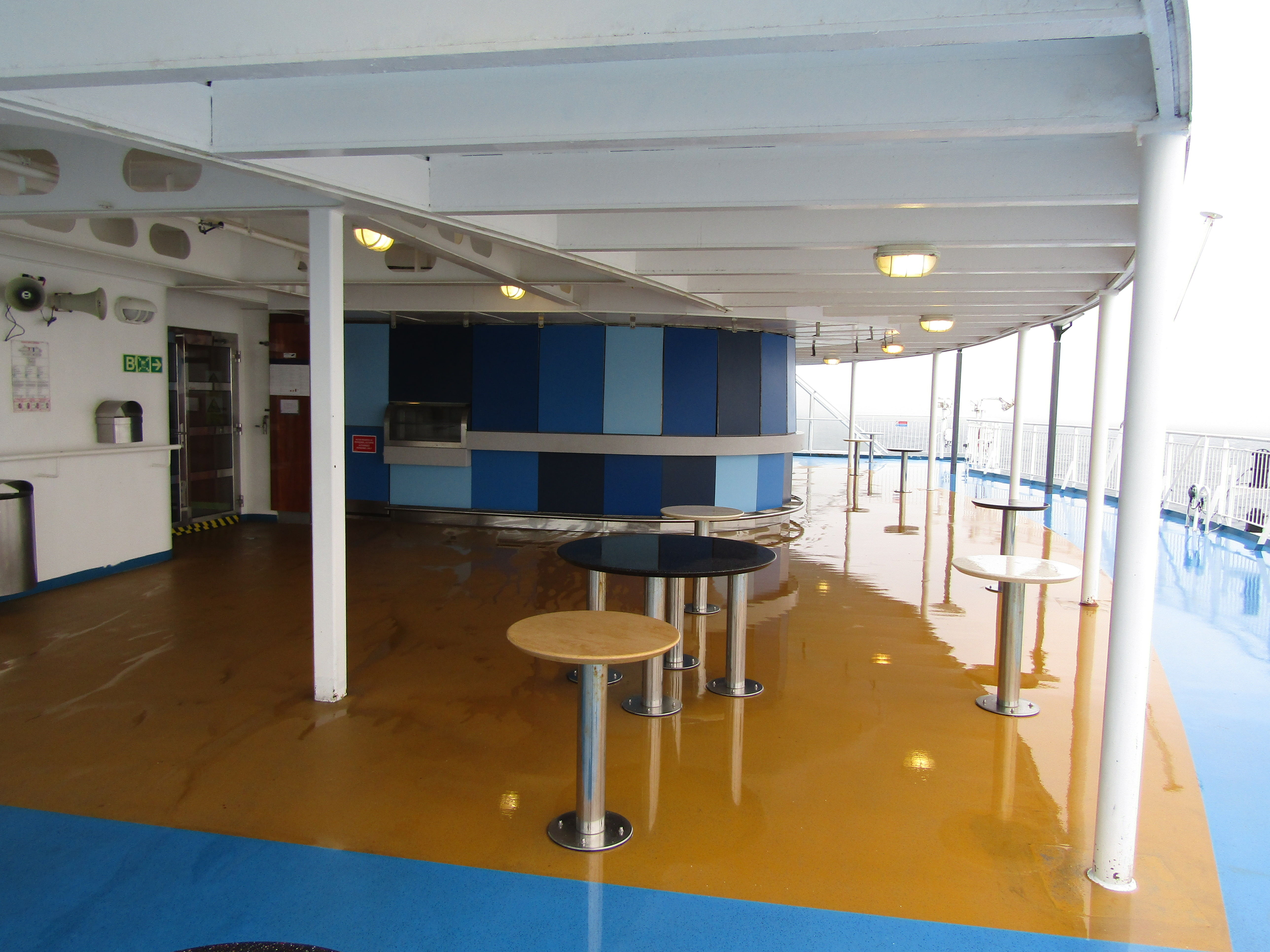
Bar extérieur Belle View Bar sur le pont 9

### Cabines
Le GNV Spirit possède 265 cabines situées majoritairement sur le pont 8 mais aussi à l'avant du pont 7 et à l'arrière du pont 9. D'une capacité de deux à quatre personnes, toutes sont pourvues de sanitaires complets comprenant douche, WC et lavabo. Certaines d'entre elles sont des suites et d'autres sont adaptées aux personnes à mobilité réduite.

## Caractéristiques
Le GNV Spirit mesure 203,90 mètres de long pour 25 mètres de large, son tonnage est de 32 728 UMS. Le navire a une capacité de 1 608 passagers et possède un garage de 1 926 mètres linéaires pouvant contenir 1 000 véhicules répartis sur quatre niveaux ainsi que 110 remorques. Le garage est accessible par deux portes rampes situées à la poupe et une porte rampe avant. La propulsion du GNV Spirit est assurée par quatre moteurs diesels Wärtsilä-Sulzer NSD 16 ZAV 40S développant une puissance de 46 080 kW entrainant deux hélices faisant filer le bâtiment à une vitesse de 28 nœuds. Le navire possède six embarcations de sauvetage de grande taille, une embarcation semi-rigide de secours et plusieurs radeaux de sauvetage. Depuis 2015, le Cap Finistère est équipé de scrubbers, dispositifs d'épuration des fumées rejetées par les cheminées réduisant ainsi les émissions de CO2.

## Lignes desservies
Pour Superfast Ferries de 2001 à 2010, le Superfast V effectuait la liaison entre la Grèce et l'Italie sur la ligne Patras - Igoumenitsa - Ancône ainsi que sur Patras - Igoumenitsa - Bari.
Pour Brittany Ferries de 2010 à 2021, le Cap Finistère naviguait dans un premier temps entre la France, le Royaume-Uni et l'Espagne. Il effectuait ainsi entre 2010 et 2011 trois traversées par semaine entre Cherbourg et Portsmouth et deux entre Portsmouth et Santander. À partir de 2011, il était essentiellement affecté aux lignes entre le Royaume-Uni et l'Espagne et réalisait deux rotations par semaine entre Portsmouth et Bilbao et une vers Santander. Il effectuait chaque lundi une escale à Roscoff afin de relever ses équipages.
À son arrivée dans la flotte de GNV en 2022, il est tout d'abord employé entre l'Italie continentale, la Sicile et la Tunisie sur la ligne Civitavecchia - Palerme - Tunis avant d'être affecté sur la desserte des îles Baléares depuis le continent espagnol sur les lignes reliant Barcelone ou Valence à Palma de Majorque et Ibiza.